# Agonges
Agonges is een gemeente in het Franse departement Allier in de regio Auvergne-Rhône-Alpes en telt 309 inwoners (2019). De plaats maakt deel uit van het arrondissement Moulins.

## Geografie
De oppervlakte van Agonges bedraagt 24,1 km², de bevolkingsdichtheid is 13 inwoners per km².
De onderstaande kaart toont de ligging van Agonges met de belangrijkste infrastructuur en aangrenzende gemeenten.

## Demografie
Onderstaande figuur toont het verloop van het inwonertal (bron: INSEE-tellingen).
Vanwege een beveiligingsprobleem met de MediaWiki Graph-software is het momenteel niet mogelijk deze grafiek weer te geven. Zodra de software is bijgewerkt zal de grafiek vanzelf weer zichtbaar worden.

## Bezienswaardigheden
In de gemeente zijn 13 kastelen of versterkte plaatsen, waaronder:
- Kasteel van Beaumont
- Kasteel van l'Épine